# Барак-Усоскин, Элишева
Элишева Барак-Усоскин (ивр. אלישבע ברק-אוסוסקין‎, 13 октября 1936, Бухарест — 9 декабря 2024) — израильский судья. С 1990 по 1995 год заседала в региональных трудовых судах в Иерусалиме и Беэр-Шеве, а с 1995 по 2006 год была судьёй Национального трудового суда. Также занимала должность вице-президента Национального трудового суда. Есть мнение, что её решения по трудовому праву и трудовым отношениям способствовали защите прав трудящихся больше, чем решения любого другого израильского судьи. Была женой Аарона Барака, бывшего председателя Верховного суда Израиля.

## Биография
Элика Жозефина Усоскин (позже Барак) родилась в Бухаресте, Румыния, 13 октября 1936 года. Её родителями были Моисей (Моше) Усоскин, бухгалтер, и Маруся (Мириам) Гринер, также бухгалтер и менеджер универмага. Она была единственным ребенком в семье. Её отец был директором Американского еврейского объединённого распределительного комитета на Балканах, а позднее был генеральным директором Керен ха-Йесод — Объединённого израильского призыва. В 1940 году он был арестован, а после его освобождения семья бежала в Палестину, прибыв туда в феврале 1941 года.
Семья поселилась в Иерусалиме, где Элишева училась в гимназии Рехавия с 1942 по 1950 год. Она училась в средней школе «Бейт ха-Керем» в Иерусалиме, которую окончила в 1954 году. Она прошла обязательную службу в Армии обороны Израиля с 1954 по 1956 год, получив звание сержанта.
В сентябре 1957 года она вышла замуж за Аарона Барака, с которым познакомилась, когда они оба учились в средней школе Бейт ха-Керем. Барак продолжал работать генеральным прокурором Израиля (1975–78), судьёй Верховного суда Израиля (1978–95) и председателем Верховного суда Израиля (1995–2006). У пары три дочери и один сын, все они окончили юридический факультет.
С 1956 по 1963 год Барак-Усоскин училась в аспирантуре Еврейского университета в Иерусалиме, получив степень магистра наук по зоологии, генетике и химии. Во время учёбы в университете она два года изучала психологию и дополнительно изучала педагогику. Она также работала ассистентом исследователя по генетике человека и ассистентом преподавателя генетики.
С 1973 по 1977 год она изучала право в Еврейском университете в Иерусалиме, получив степень бакалавра права в 1977 году.
Барак-Усоскин умерла 9 декабря 2024 года в возрасте 88 лет.

## Юридическая карьера
С 1977 по 1978 год Барак-Усоскин работала клерком в офисе председателя Верховного суда Израиля Йоэля Зусмана и в окружной прокуратуре Иерусалима. В 1978 году она получила израильскую лицензию адвоката и с 1978 по 1987 год работала помощником юриста у трёх разных председателей Верховного суда. В 1987 году она стала секретарём Регионального суда по трудовым спорам в Иерусалиме, а в 1990 году была назначена судьёй в Региональных судах по трудовым спорам в Иерусалиме и Беэр-Шеве. В 1995 году она перешла на должность судьи Национального суда по трудовым спорам, а в ноябре 2000 года стала также вице-президентом этого суда. Она вышла на пенсию в октябре 2006 года.

## Известные решения
Барак-Усоскин пришла в Национальный трудовой суд в то время, когда права трудящихся и переговорные позиции профсоюзов ослабевали. Её запомнили тем, что она «пошла дальше, чем любой другой израильский судья, в деле продвижения и укрепления прав трудящихся». Среди её решений:
- Травмы, полученные работниками, работающими на дому, следует классифицировать как несчастные случаи на производстве. Это постановление позднее было распространено на травмы, полученные сотрудниками, участвовавшими в неофициальных корпоративных мероприятиях, таких как «дни консолидации персонала» и «счастливые дни»[1].
- Кадровое агентство считается работодателем для своих временных работников и должно обеспечивать преемственность на рабочем месте и социальные права работников[8].
- Пенсионные выплаты призваны помочь пенсионерам сохранить тот же уровень жизни, который у них был, когда они работали, а не просто защитить их от нищеты[8].
- Работодатель не может действовать недобросовестно ни по отношению к потенциальному кандидату на должность, ни по отношению к нанятому работнику[8].
- Сотрудники и рабочая сила не являются собственностью работодателя, поэтому работодатель не имеет права переводить своих сотрудников к другому работодателю[8].

Широко освещавшееся решение, вынесенное в апреле 1993 года, касалось иска, поданного бывшим редактором The Jerusalem Post. Тридцать журналистов покинули компанию, когда к власти пришёл новый издатель, который, как сообщается, потребовал, чтобы журналисты писали статьи с определённой политической точкой зрения. Одна из участниц забастовки, Джоанна Йехиэль, подала в суд на выходное пособие, хотя её и не уволили. Барак-Усоскин вынесла решение в пользу истца, лишив издателя права диктовать условия своим сотрудникам. После этого Барак-Усоскин написала обширный анализ решения «Чья это газета: отношения между журналистами и издателями – решение по делу Джоанны Йехиэль против The Palestine Post Ltd.», опубликованный в ноябре 1993 года в издании Qesher, издании программы по изучению журналистики в Тель-Авивском университете.

### Критика
Обвинения в кумовстве сопровождали карьеру Барак-Усоскин. SOS Israel отмечает, что ей предоставили должность клерка в офисе Генерального прокурора Израиля в то же время, когда её муж, Аарон Барак, был Генеральным прокурором. Она перешла на должность помощника юриста в Верховном суде в то же время, когда её муж был судьёй Верховного суда. Элишева была назначена судьёй Национального суда по трудовым спорам своим мужем, как сообщается, несмотря на возражения председателя суда по трудовым спорам. Министр юстиции Израиля Давид Либаи заявил репортёру, что последнее назначение было основано исключительно на заслугах, а не на «семейном фаворитизме». Однако Либаи посоветовал: «чтобы избежать заявлений о «дискриминации или предпочтении», в будущем следует избегать ситуации назначения двух супругов судьями».
Была отмечена медлительность Барак-Усоскин в завершении её дел. Некоторые дела лежали на её столе в течение многих лет без разрешения. После объявления о её уходе на пенсию одиннадцать дел, по которым она подготовила проекты решений, были направлены другим судьям для завершения.